# Кондратьєв Віталь Христофорович
Кондратьєв Віталь Христофорович — радянський, український кінооператор. Нагороджений медалями.

## З життєпису
Народ. 20 серпня 1934 р. Закінчив операторський факультет Всесоюзного державного інституту кінематографії (1973). 
Був оператором студії «Київнаукфільм». 
В 1973 р. перейшов на Київську кіностудії ім. О. П. Довженка.
Член Національної спілки кінематографістів України.

## Фільмографія
Зняв науково-популярні фільми:
- «Сім кроків за обрій» (1968, асистент оператора у співавт.)
- «Великі гонки» (1970. Срібна медаль III Всесоюзного кінофестивалю спортивних фільмів, Рига, 1970; Гран-прі Міжнародного кінофестивалю спортивних фільмів, Кортіна д'Ампеццо, Італія, 1971)
- «Бачу кита!» (1972). Срібна медаль кінофестивалю «Кіномарина», Одеса, 1973)
- «Небо — любов моя» (1979, Диплом VIII Всесоюзного кінофестивалю спортивних фільмів, Фрунзе, 1981).

Здійснив повітряні зйомки у фільмах:
- «В бій ідуть самі „старі“» (1973)
- «Небо — земля — небо» (1975)
- «Блакитні блискавки» (1978)
- «Повернення з орбіти» (1982, немає в титрах) та ін.